# Musineon divaricatum
Musineon divaricatum är en flockblommig växtart som först beskrevs av Frederick Traugott Pursh, och fick sitt nu gällande namn av Thomas Nuttall. Musineon divaricatum ingår i släktet Musineon och familjen flockblommiga växter. Inga underarter finns listade i Catalogue of Life.

## Bildgalleri

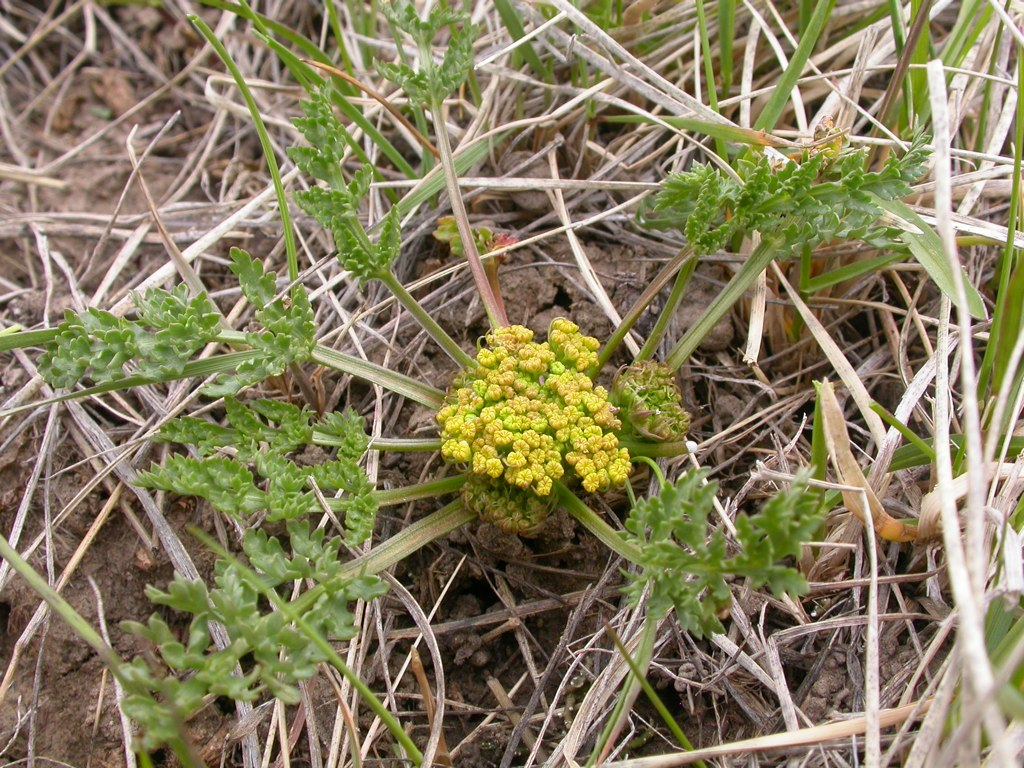
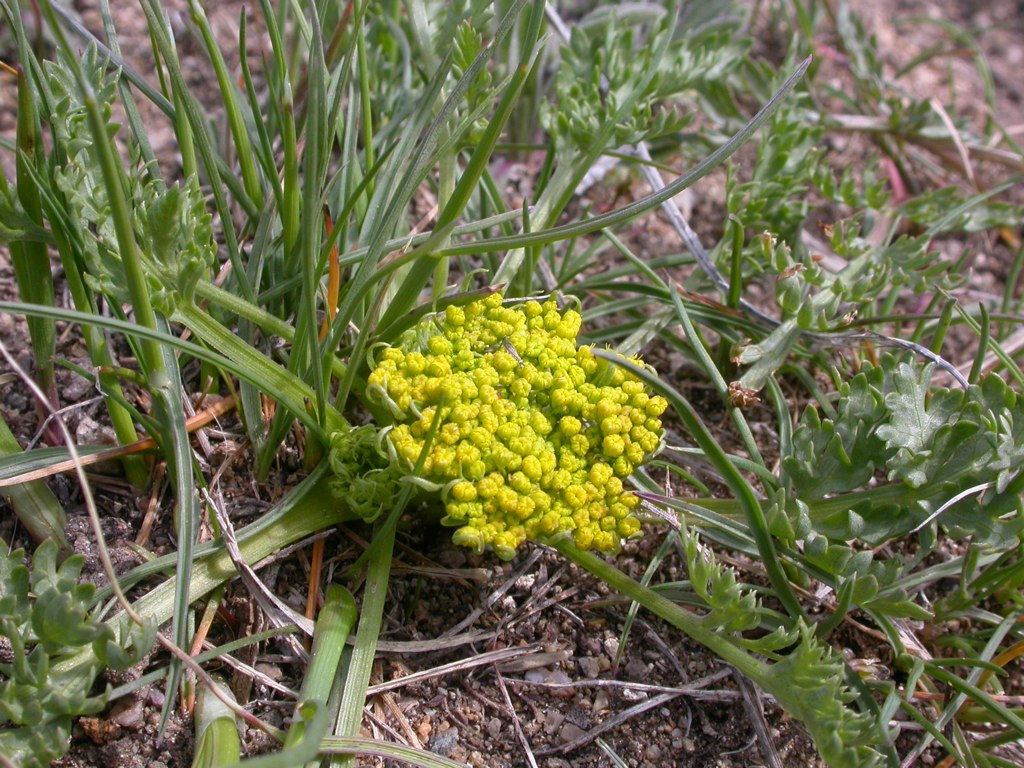
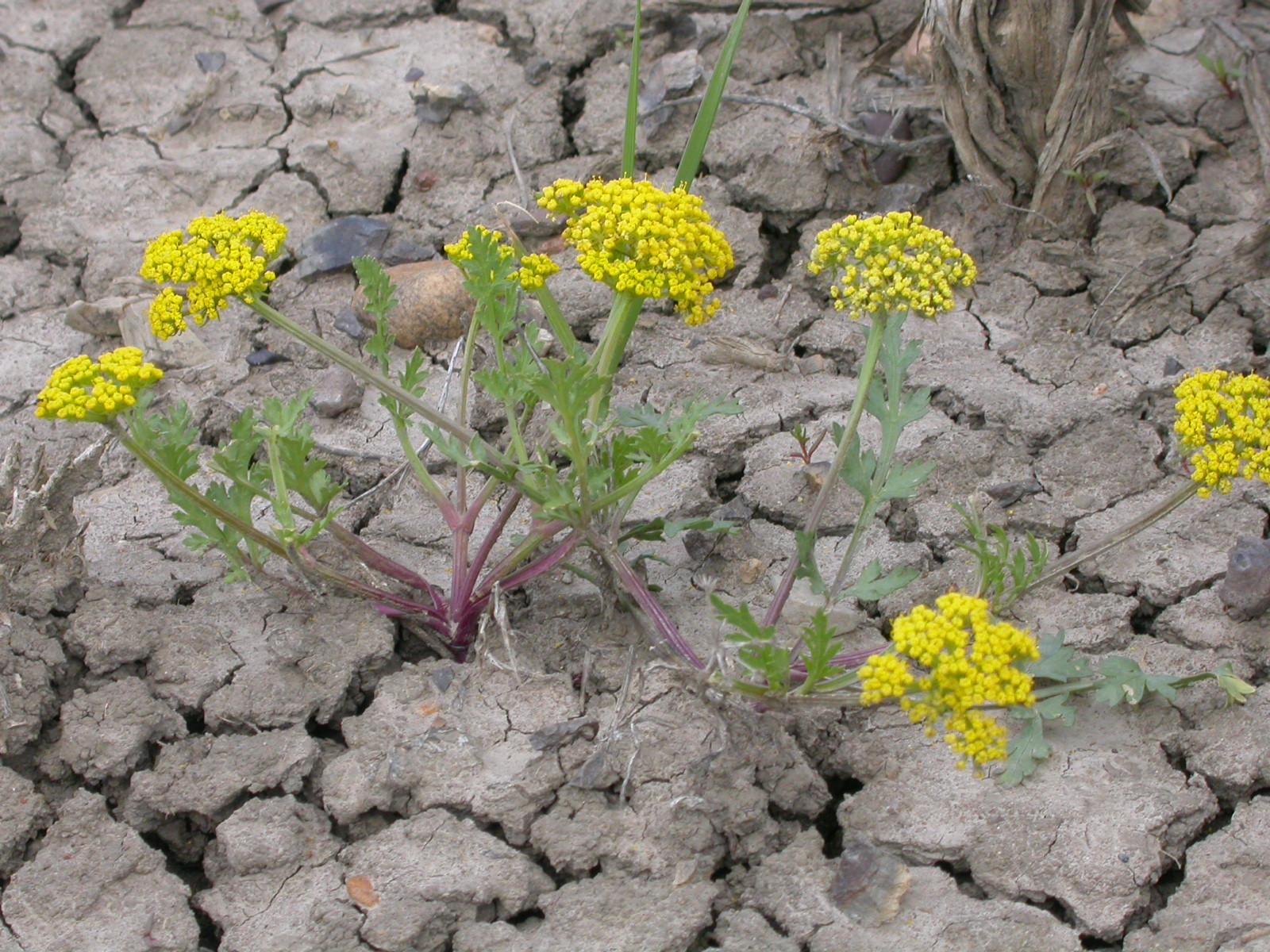
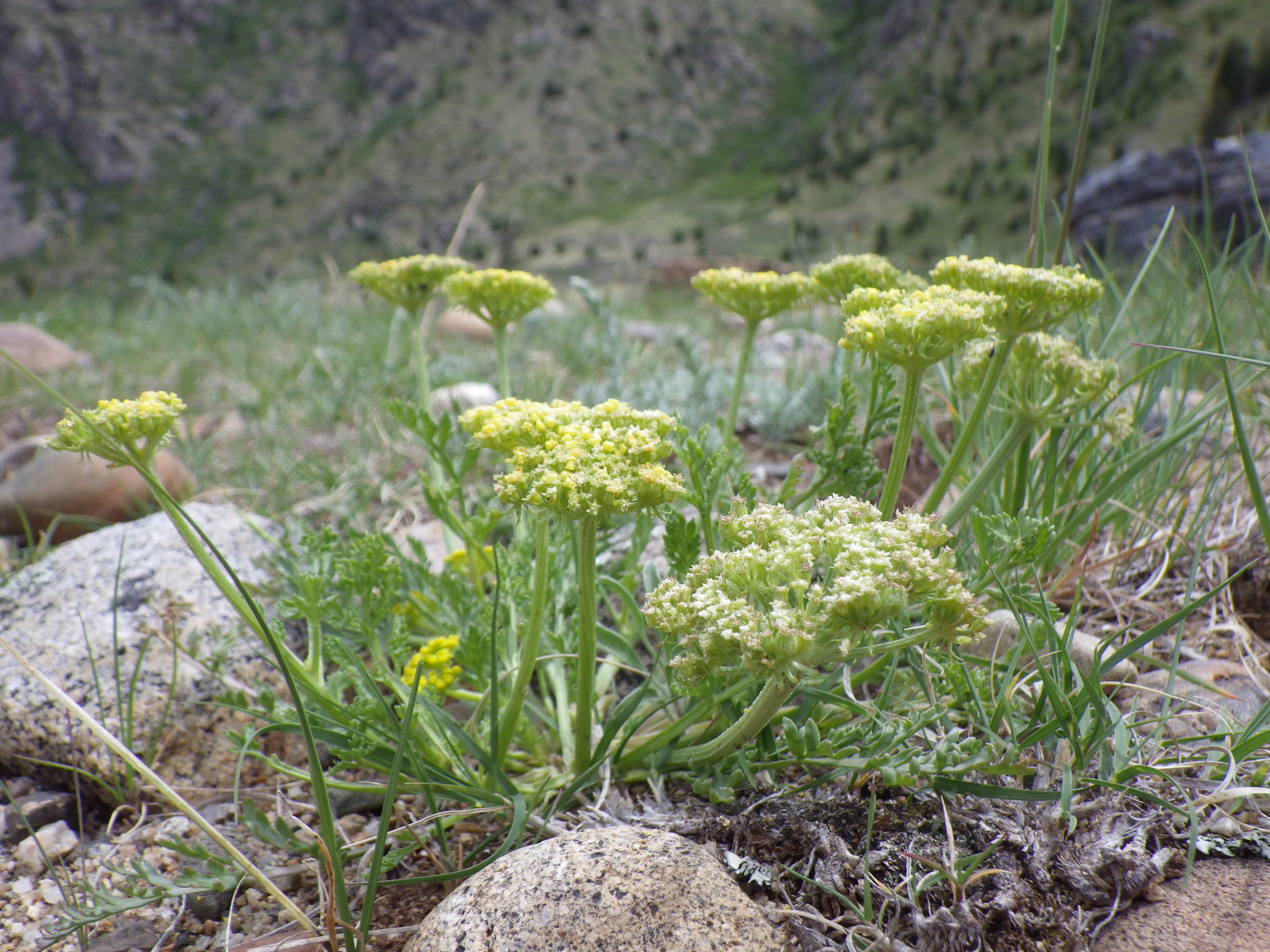
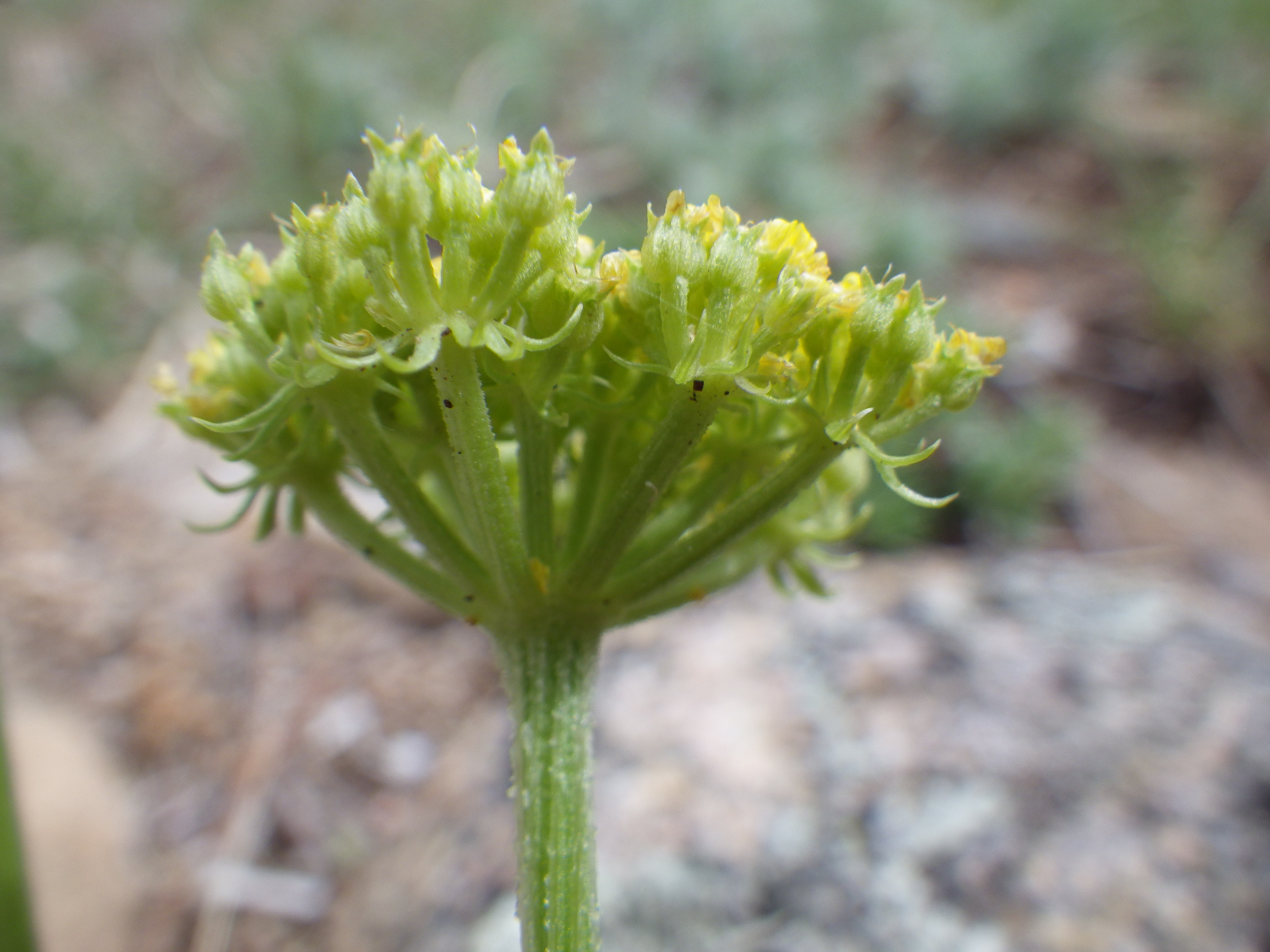
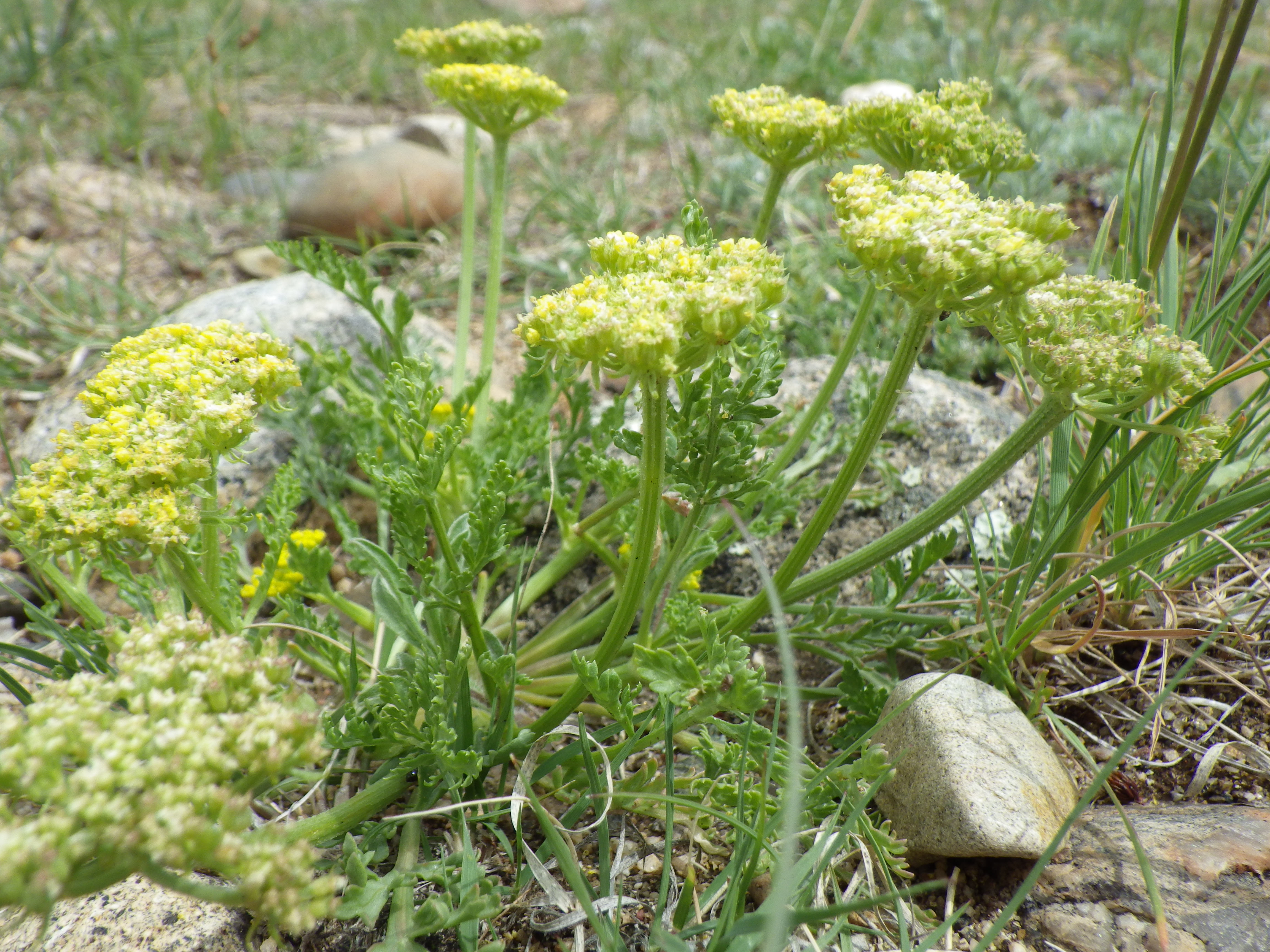